# باربرا كينت
باربرا كينت (بالإنجليزية: Barbara Kent) (و. 1907 – 2011 م) هي ممثلة أفلام، وممثلة مسرحية كندية، ولدت في غادسباي، توفيت في بالم ديسيرت، ريفيرسيدي، كاليفورنيا، عن عمر يناهز 104 عاماً، بسبب مرض.
.

## التعليم
تعلمت في مدرسة هوليوود الثانوية.

## وصلات خارجية
- باربرا كينت على موقع IMDb (الإنجليزية)
- باربرا كينت على موقع ألو سيني (الفرنسية)
- باربرا كينت على موقع أول موفي (الإنجليزية)
- باربرا كينت على موقع قاعدة بيانات برودواي على الإنترنت (الإنجليزية)
- باربرا كينت على موقع قاعدة بيانات الأفلام السويدية (السويدية)
- باربرا كينت على موقع إن إن دي بي (الإنجليزية)
- باربرا كينت على موقع قاعدة بيانات الفيلم (الإنجليزية)
- باربرا كينت على موقع كينوبويسك (الروسية)
- باربرا كينت على موقع كينوبويسك (الروسية)